# Maximilien Misson

Nouveau Voyage d'Italie, 1724. Da BEIC, biblioteca digitale

François Maximilien Misson (Lione, 1650? – 12 gennaio 1722) è stato uno scrittore e viaggiatore francese.

## Biografia
Nato a Lione, in seguito alla revoca dell'Editto di Nantes, avvenuta con l'editto di Fontainebleau, le sue cariche al Parlamento di Parigi vennero revocate così come gli furono confiscati i beni. Più tardi lasciò il paese natio preferendo una regione riformata d'Europa dove cercò di ricostruirsi una posizione economica e sociale. Ottenne la carica di precettore di un aristocratico inglese, il conte d'Arran, che accompagnò nel Grand Tour tra il 1687 e il 1688 viaggiando in Olanda, Germania e Italia. Il nobile e Misson visitarono l'Italia durante il tour di formazione sul continente (1687); in questi anni, Maximilien, scrisse Nouveau Voyage d'Italie, stampato nel 1691 e tradotto in tre lingue: inglese, tedesco e olandese, che per il successivo cinquantennio fu tra le più consultate guide per viaggiatori, specialmente nel XVIII secolo.
Nel 1698 pubblicò la sua seconda opera, Mémoires et observations faites par un voyageur en Angleterre, e nel 1708 la sua ultima opera, Un nuovo viaggio alle indie orientali.